# Bill Thomas (hockey sur glace)
Cet article concerne le joueur de hockey sur glace américain. Pour le costumier (également américain, 1921-2000), voir Bill Thomas.
Bill Thomas (né le 20 juillet 1983 à Pittsburgh en Pennsylvanie aux États-Unis) est un joueur professionnel américain de hockey sur glace.

## Carrière
Le natif de Pittsburgh commence sa carrière en jouant pour les Barons de Cleveland Juniors en 2000-01 dans la North American Hockey League pendant deux saisons puis pour les Storm de Tri-City de l'United States Hockey League pour les deux saisons suivantes.
En 2004-05, il rejoint l'équipe du championnat universitaire (NCAA) de l'Université du Nebraska à Omaha, les Mavericks. Il mène l'équipe à leur premier finale de la. Il signe son premier contrat professionnel avec les Coyotes de Phoenix le 26 mars 2006, quelques jours après que son équipe soit éliminée au premier tour du tournoi final en 2005-06.
Il joue la saison suivante en majorité dans la Ligue américaine de hockey pour le Rampage de San Antonio puis au cours de la saison 2007-2008, il est un des meilleurs joueurs de l'équipe.
À l'issue de la saison, il signe un contrat pour une saison avec l'équipe de sa ville natale, les Penguins de Pittsburgh mais commence la saison avec les Penguins de Wilkes-Barre/Scranton de la LAH. Rappelé dans la LNH au sein de l'effectif 2008-2009 des Penguins, il inscrit son premier but sur la glace de sa ville natale le 11 février 2009 contre les Sharks de San José. En jouant sous le maillot des Penguins, il est le deuxième  joueur natif de la ville à porter l'uniforme de l'équipe de la LNH après Ryan Malone.
Le 2 juillet 2010, il signe comme agent libre avec les Panthers de la Floride.

## Statistiques
| Saison     | Équipe                            | Ligue       |    | Saison régulière | Saison régulière | Saison régulière | Saison régulière | Saison régulière |   | Séries éliminatoires | Séries éliminatoires | Séries éliminatoires | Séries éliminatoires | Séries éliminatoires |
| Saison     | Équipe                            | Ligue       | PJ | B                | A                | Pts              | Pun              | PJ               | B | A                    | Pts                  | Pun                  |                      |                      |
| 2000-2001  | Barons de Cleveland Juniors       | NAHL        | 51 | 3                | 3                | 6                | 2                | -                | - | -                    | -                    | -                    |                      |                      |
| 2001-2002  | Barons de Cleveland Juniors       | NAHL        | 52 | 12               | 17               | 29               | 16               | -                | - | -                    | -                    | -                    |                      |                      |
| 2002-2003  | Storm de Tri-City                 | USHL        | 60 | 29               | 21               | 50               | 20               | 3                | 0 | 3                    | 3                    | 4                    |                      |                      |
| 2003-2004  | Storm de Tri-City                 | USHL        | 60 | 31               | 38               | 69               | 30               | 9                | 8 | 6                    | 14                   | 4                    |                      |                      |
| 2004-2005  | Mavericks de Nebraska-Omaha       | NCAA        | 39 | 19               | 26               | 45               | 12               | -                | - | -                    | -                    | -                    |                      |                      |
| 2005-2006  | Mavericks de Nebraska-Omaha       | NCAA        | 41 | 27               | 23               | 50               | 43               | -                | - | -                    | -                    | -                    |                      |                      |
| 2005-2006  | Coyotes de Phoenix                | LNH         | 9  | 1                | 2                | 3                | 8                | -                | - | -                    | -                    | -                    |                      |                      |
| 2006-2007  | Rampage de San Antonio            | LAH         | 47 | 13               | 20               | 33               | 20               | -                | - | -                    | -                    | -                    |                      |                      |
| 2006-2007  | Coyotes de Phoenix                | LNH         | 24 | 8                | 6                | 14               | 2                | -                | - | -                    | -                    | -                    |                      |                      |
| 2007-2008  | Rampage de San Antonio            | LAH         | 75 | 24               | 28               | 52               | 40               | 7                | 1 | 2                    | 3                    | 0                    |                      |                      |
| 2007-2008  | Coyotes de Phoenix                | LNH         | 7  | 0                | 0                | 0                | 0                | -                | - | -                    | -                    | -                    |                      |                      |
| 2008-2009  | Penguins de Wilkes-Barre/Scranton | LAH         | 39 | 8                | 10               | 18               | 24               | 12               | 1 | 4                    | 5                    | 12                   |                      |                      |
| 2008-2009  | Penguins de Pittsburgh            | LNH         | 16 | 2                | 1                | 3                | 2                | -                | - | -                    | -                    | -                    |                      |                      |
| 2009-2010  | Falcons de Springfield            | LAH         | 33 | 5                | 12               | 17               | 14               | -                | - | -                    | -                    | -                    |                      |                      |
| 2009-2010  | HC Lugano                         | LNA         | 6  | 2                | 1                | 3                | 2                | -                | - | -                    | -                    | -                    |                      |                      |
| 2010-2011  | Panthers de la Floride            | LNH         | 24 | 4                | 3                | 7                | 6                | -                | - | -                    | -                    | -                    |                      |                      |
| 2010-2011  | Americans de Rochester            | LAH         | 53 | 16               | 20               | 36               | 12               | -                | - | -                    | -                    | -                    |                      |                      |
| 2011-2012  | Panthers de la Floride            | LNH         | 7  | 1                | 0                | 1                | 0                | -                | - | -                    | -                    | -                    |                      |                      |
| 2011-2012  | Americans de Rochester            | LAH         | 65 | 27               | 25               | 52               | 18               | 10               | 5 | 5                    | 10                   | 0                    |                      |                      |
| 2012-2013  | Monsters du lac Érié              | LAH         | 76 | 22               | 21               | 43               | 33               | -                | - | -                    | -                    | -                    |                      |                      |
| 2013-2014  | KHL Medveščak                     | KHL         | 54 | 11               | 20               | 31               | 14               | 4                | 1 | 1                    | 2                    | 2                    |                      |                      |
| 2014-2015  | KHL Medveščak                     | KHL         | 60 | 18               | 18               | 36               | 22               | -                | - | -                    | -                    | -                    |                      |                      |
| 2015-2016  | MODO Hockey                       | SHL         | 48 | 12               | 10               | 22               | 18               | 7                | 3 | 5                    | 8                    | 2                    |                      |                      |
| 2016-2017  | EC Red Bull Salzbourg             | EBEL        | 54 | 17               | 29               | 46               | 24               | 11               | 5 | 2                    | 7                    | 0                    |                      |                      |
| 2017-2018  | Ilves                             | Liiga       | 6  | 2                | 1                | 3                | 0                | -                | - | -                    | -                    | -                    |                      |                      |
| 2017-2018  | Kölner Haie                       | DEL         | 14 | 1                | 6                | 7                | 4                | 6                | 1 | 1                    | 2                    | 2                    |                      |                      |
| 2018-2019  | Anyang Halla                      | Asia League | 34 | 19               | 13               | 32               | 12               | 4                | 1 | 1                    | 2                    | 0                    |                      |                      |
| 2019-2020  | Anyang Halla                      | Asia League | 36 | 14               | 24               | 38               | 12               | 3                | 0 | 1                    | 1                    | 0                    |                      |                      |
| Totaux LNH | Totaux LNH                        | Totaux LNH  | 87 | 16               | 12               | 28               | 18               | -                | - | -                    | -                    | -                    |                      |                      |